# Justo Molinero

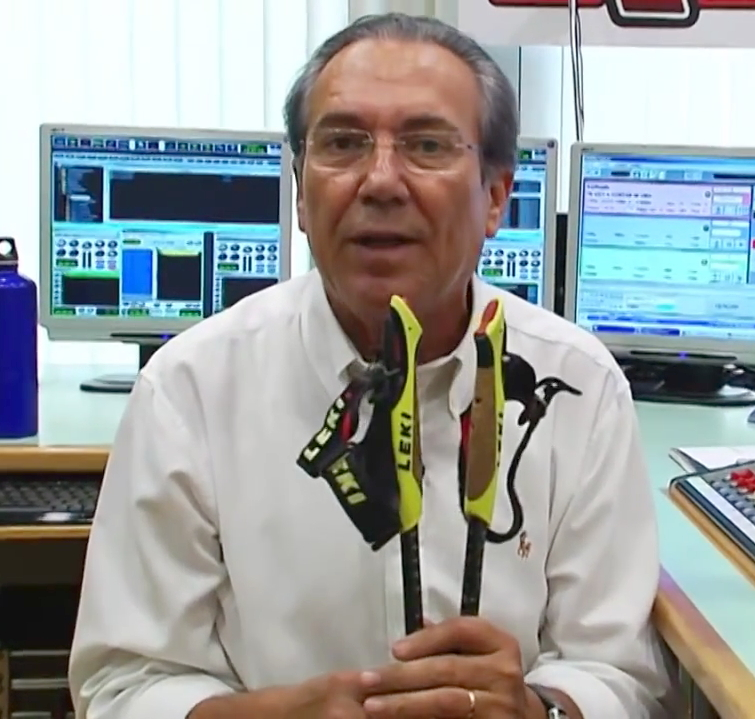
Justo Molinero Calero.

Justo Molinero Calero (Villanueva de Córdoba, Córdoba, España, 1949) es un locutor de radio, presentador de televisión y empresario de la comunicación español. Preside el Grup Teletaxi, que gestiona veintiocho frecuencias de radio analógica, tres concesiones autonómicas de radio digital, cuatro canales de televisión analógica y tres canales de TDT, así como la compañía discográfica Moval Music.

## Biografía
Aunque nacido en Villanueva de Córdoba, como otros muchos andaluces de la época, emigró en 1967 en busca de trabajo a Cataluña, donde ejerció de mecánico y, posteriormente, de taxista. En 1982, de cara al Mundial de Fútbol, puso en marcha Radio Tele-Taxi, una emisora de radio originalmente destinada a los compañeros taxistas. La emisora, con sede en Santa Coloma de Gramanet, siguió emitiendo hasta finales de 1986, cuando fue clausurada por no disponer de licencia administrativa. Un año después, Molinero y gran parte de su equipo reanudaron la actividad tras adquirir la emisora RM Radio de Mataró. En 1992, obtuvo una licencia para emitir en FM, lo que supone el resurgir de Radio Tele-Taxi.
Durante los años noventa, Radio Tele-Taxi vive un gran crecimiento, añadiendo nuevas frecuencias que le permiten cubrir toda Cataluña y otros territorios vecinos como la Comunidad Valenciana, Aragón y Andorra. 
Posteriormente da el salto a la televisión local con la creación de TeleTaxi TV y, finalmente, crea su propio sello discográfico: Moval Music.
Actualmente dirige y presenta el magacín matinal El Jaroteo, espacio decano de Radio Tele-Taxi.
En 2006 recibe el Premio Ondas en reconocimiento a "una amplia labor profesional y empresarial en la radio española y como creador de un formato musical innovador, que ha logrado una gran audiencia y seguimiento de los oyentes".
En 2008 participa como jurado en el concurso musical Hijos de Babel de Televisión Española.

## Premios
- 2002: «Premio Ràdio Associació de Catalunya» “por sus 20 años de comunicación, interrelación y de integración entre la diversidad cultural que convive en una misma comunidad: Catalunya”.
- 2006: «Premio Especial de Radio 2006» otorgado por la Asociación Profesional Española de Informadores de Prensa, Radio y Televisión (APEI PRTV).
- Premio Ondas 2006 a la trayectoria profesional más destacada
- 2007 recibe el Premio Cataluña de Comunicación que otorga la Asociación Catalana de Comunicación y Relaciones Públicas.
- 2007: Premio «Primer de Maig» que otorgan la Fundación Josep Comaposada y la Fundación Rafael Campalans.
- 2007: Premio «Catalunya de Comunicació» que otorga la Associació Catalana de Comunicació i Relacions Públiques.
- 2008: Premio A la Labor en Medios de Comunicación de la Federación de Entidades Andaluzas en Cataluña.
- 2009: Proclamado Andaluz del Año por la Casa de Andalucía de Lleida porque "es un ejemplo para los miles de andaluces que vinieron a Catalunya".
- 2009: Premio a la labor de difusión de la música otorgado por la Academia de las Artes y las Ciencias de la Música, organismo dependiente de la SGAE.
- 2010: Premio FAC a los Medios de Comunicación por la Federación Andaluza de Comunidades, con motivo del Día de Andalucía.
- 2013: Premio al Liderazgo concedido por ESEEA (Espacio Europeo de Estudios Avanzados).
- 2013: Premi Nacional de Comunicació. Mención de Honor a Radio TeleTaxi y Justo Molinero.
- 2020: Andaluz del Año 2020 por la Casa de Andalucía en Barcelona.
- 2021: Creu Sant Jordi de la Generalitat de Catalunya. “En reconocimiento de su aportación al panorama audiovisual catalán.”
- 2024: Hijo Adoptivo de la ciudad de Mataró.